# Alexandrinské divadlo
Alexandrinské divadlo (rusky Александринский театр), celým názvem Ruské národní činoherní divadlo (Alexandrinské) (rusky ЛНациональный драматический театр России (Александринский)) je divadlo v Petrohradě. Je to nejstarší ruské divadlo, jeho počátky resp. založení se datují do roku 1756. Bylo pojmenované na počest Alexandry Fjodorovny, manželky ruského cara Mikuláše I.
Budova divadla byla postavena až v letech 1828–1832 v empírovém slohu pro carský herecký soubor z Petrohradu (vznik 1756). Jejím autorem byl architekt Carlo Rossi. Divadlo bylo otevřeno 31. srpna (12. září) 1832. Dnes stavba spadá pod UNESCO a v letech 2005-2006 prošla kompletní rekonstrukcí. Znovuotevření se konalo dne 30. srpna 2006 u příležitosti oslav 250. výročí divadla.
Na divadelních prknech se hrají činoherní, operní a baletní vystoupení. V osmdesátých letech 19. století se hrály výlučně jen dramata, tragédie.